# Pneumatozele
Eine Pneumatozele (von altgriechisch πνεῦμα pneuma, deutsch ‚Hauch, Wind‘ und altgriech. κήλη kele, deutsch ‚Bruch‘) oder Pneumozele bezeichnet allgemein eine krankhafte Luftansammlung in Geweben im Sinne einer lufthaltigen Pseudozyste.
Im Speziellen wird auch eine Vorwölbung von Lungengewebe durch einen Defekt in der Brustkorbwand, sogenannter Lungenvorfall, als Pneumatozele bezeichnet.

## Vorkommen
In der Regel handelt es sich bei einer Pneumatozele um Veränderungen in
- der Lunge
- den Nasennebenhöhlen, sogenannter Pneumosinus dilatans[3]
- der Schädelbasis nach nicht operativ versorgten frontobasalen Frakturen[4]

Allerdings gibt es Fallberichte über weniger häufige Lokalisationen wie Skrotum (Pneumoskrotum), im Knochen oder dem Tränensack.

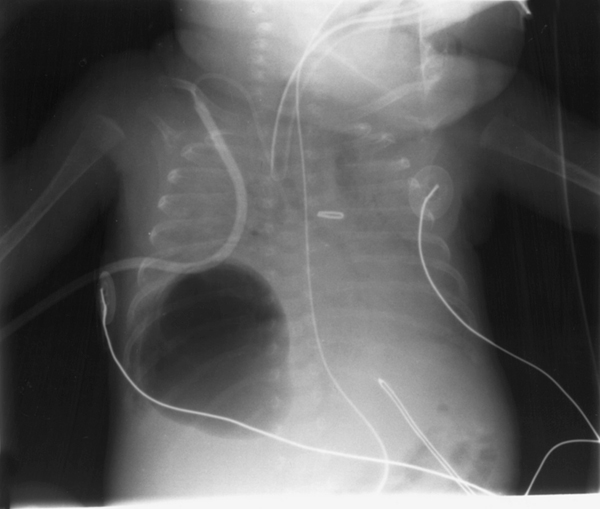
Thorax-Röntgenbild mit großer Pneumatozele im rechten Unterlappen, beatmetes Frühgeborenes mit Atemnotsyndrom des Neugeborenen und aufgepfropfter RSV-Pneumonie.

### Pulmonale Pneumatozele
Als Ursache kommen infrage:
- Pneumonie, häufig durch Staphylokokken[8][1]
- Abszedierende Pneumonie[1]
- Trauma mit Parenchymriss, nicht selten als Komplikation einer Beatmung bei Frühgeborenen
- Aspiration von Kohlenwasserstoffen[9]
- Aspiration von Öl oder Fetten[10][11]

## Diagnose
Die Diagnose ergibt sich aus dem Röntgenbild, auf welchem eine scharf begrenzte umschriebene luftäquivalente Aufhellung sichtbar wird. Bei der Lunge genügt eine Übersichtsaufnahme, während an der Schädelbasis eine Computertomographie notwendig ist.

## Differentialdiagnose
Abzugrenzen sind (schleimgefüllte) Zysten bei Mukoviszidose, Zystische Echinokokkose sowie angeborene Lungenveränderungen (Zystisch adenomatoide Malformation der Lunge).

## Heilungsaussicht
Die Prognose ist im Allgemeinen gut, da sich die pulmonalen Pneumatozelen innerhalb von 2–3 Monaten zurückbilden. Eine Ausnahme besteht bei einem Anschluss der Zyste an das Bronchialsystem mit Ventilmechanismus. Dann ist eine Operation erforderlich.